# Jan Curtius

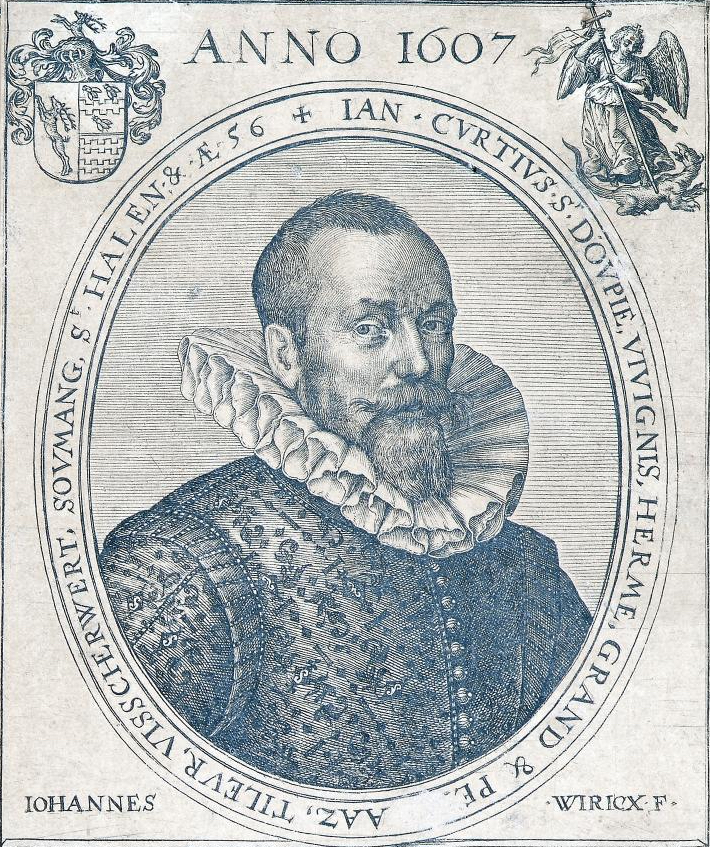

Jan Curtius ofwel Jean de Corte (Luik 1551 - Liérganes 12 juli 1628) was een rijke Luikse wapenhandelaar die tijdens de Tachtigjarige Oorlog massaal aan de Spaanse troepen leverde.

## Levensloop

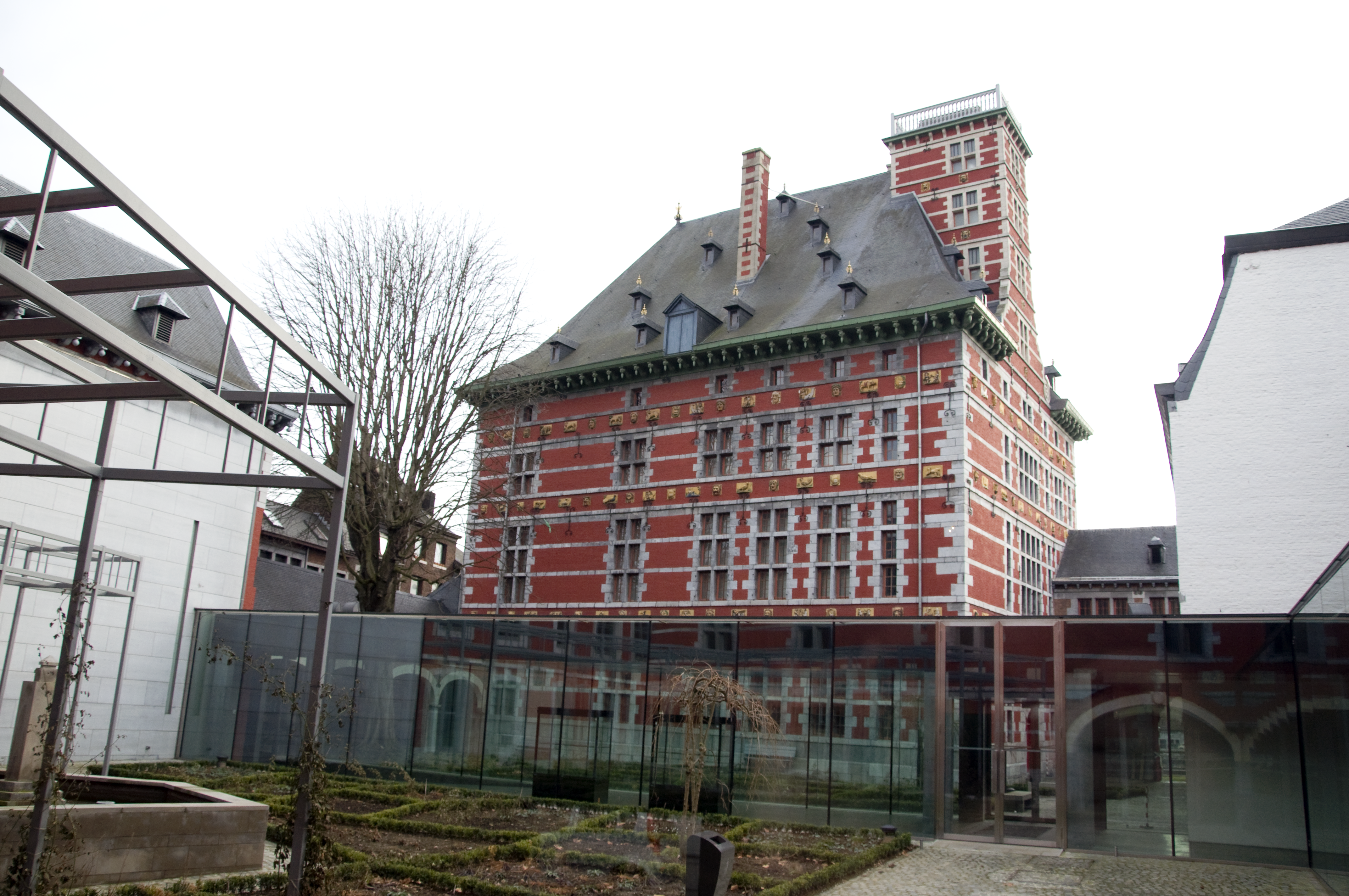
Curtiushuis in Luik, thans museum Grand Curtius

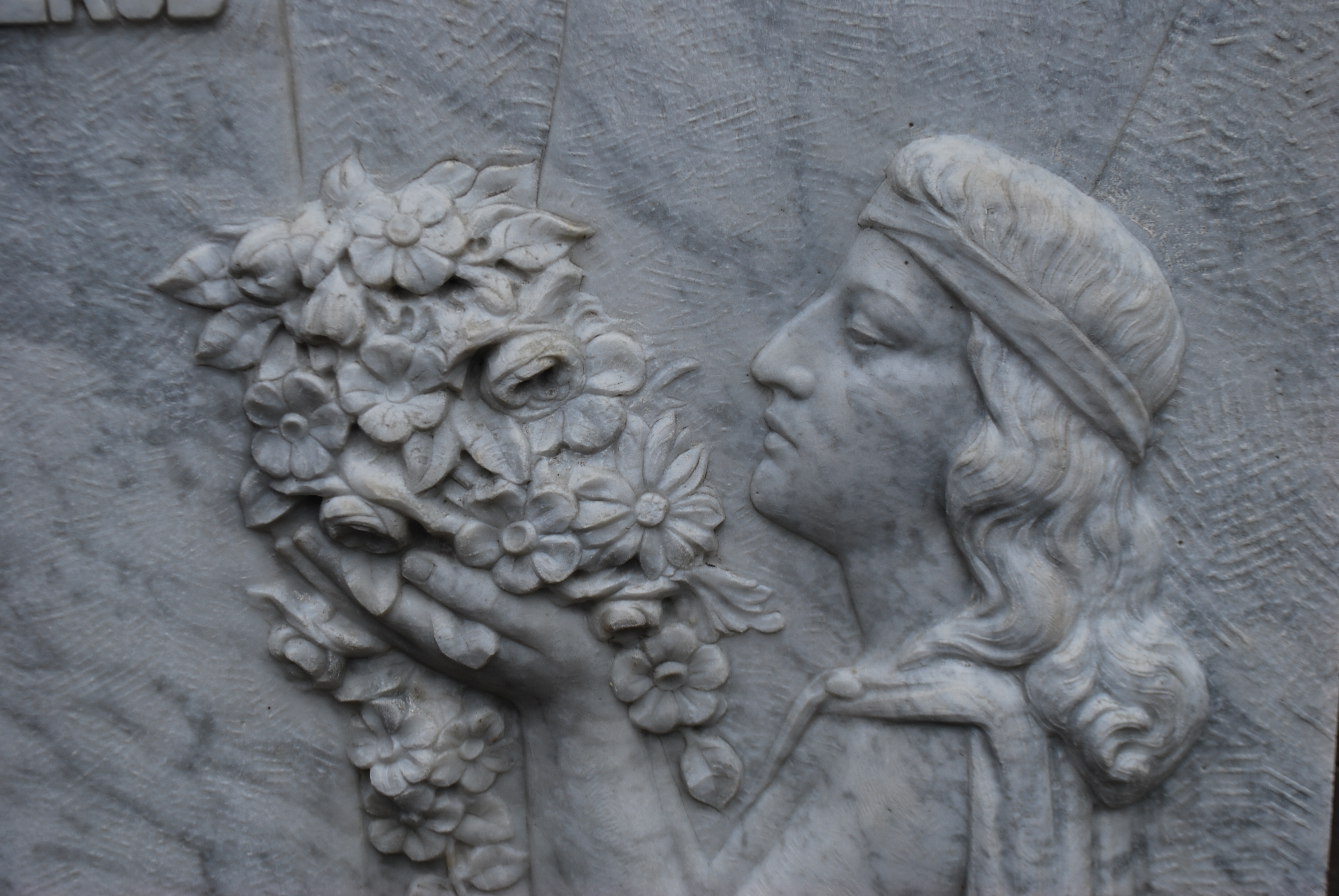
Detail van versiering aan de Maaskade van Luik

### Familie
Curtius werd geboren in een familie van Noord-Brabantse inwijkelingen in Luik. Zijn ouders waren Jacques de Corte en Helwi de Doerne. Zijn vader werkte als klerk voor de prins-bisschop doch stierf vrij vroeg. Moeder Curtius en haar vier kinderen leefden eerder bescheiden. Ook een oom Henri de Doerne, broer van zijn moeder, stierf vroeg; Henri de Doerne was kanunnik in het kapittel van Sint-Lambertus in Luik en had altijd het gezin ondersteund. De oudste Curtius werd terug naar Den Bosch gestuurd, waar hij vroeg stierf. Twee andere kinderen kwamen terecht onder de hoede van het kapittel van Sint-Servaas in Maastricht. Alleen Jean Curtius slaagde erin in zijn levensonderhoud te voorzien door kleine wapens te verhandelen. Hij had dit geleerd tijdens de Spaanse bestorming van Maastricht door Alexander Farnese (1579). Met zijn inkomen onderhield hij zijn broers.
Curtius huwde met Pétrone de Bra, uit een begoede handelaarsfamilie in Luik. Het koppel vestigde zich dicht bij het handelscentrum van Luik. Hij interesseerde zich, in zijn contacten, in de situatie van de Spaanse Nederlanden, het buurland van Luik. Dit was het begin van zijn carrière, die uiteen valt in drie fasen.

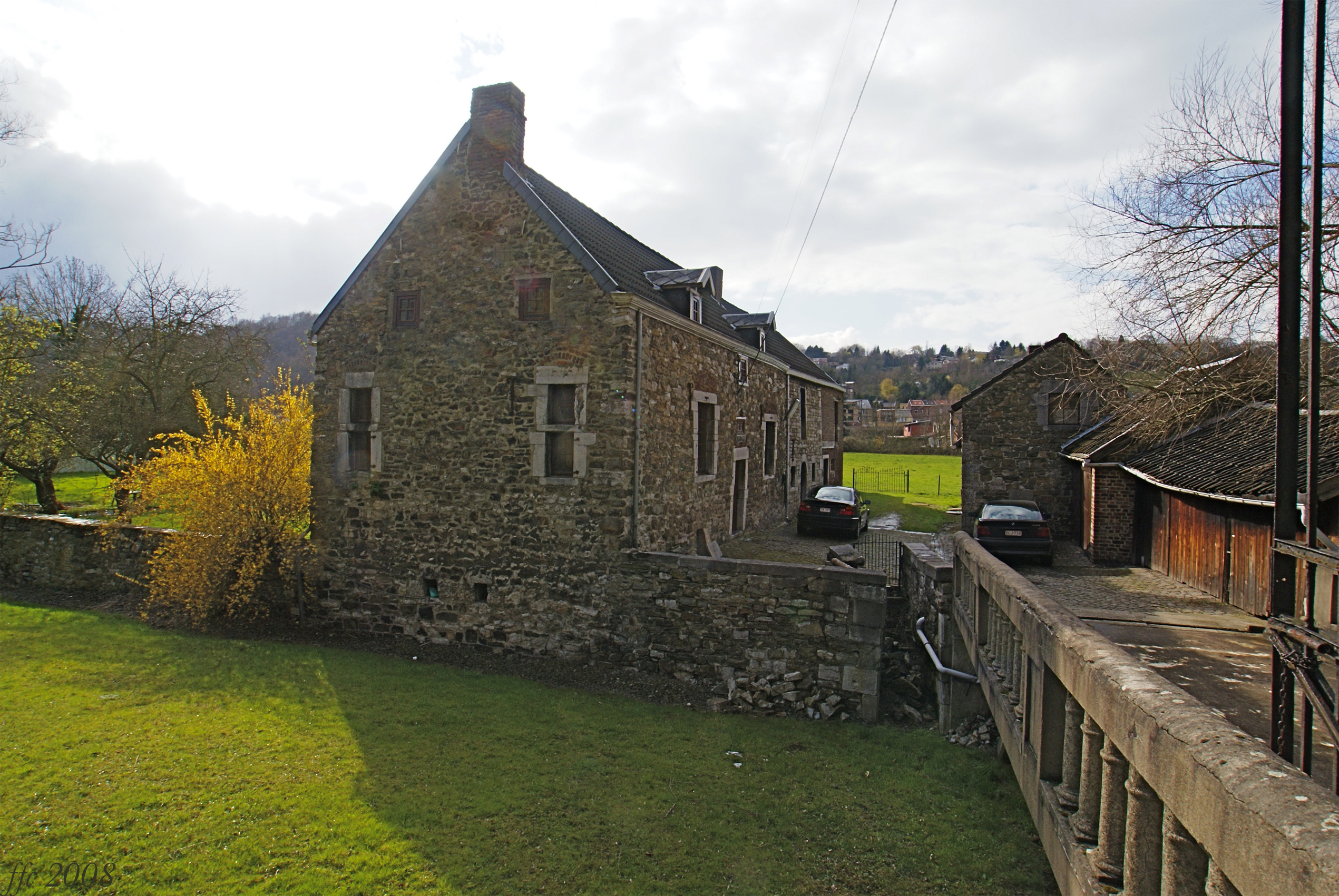
Voormalige buskruitmolen in Chaudfontaine

### Fase één: buskruit
In een eerste fase van zijn carrière wierp hij zich op de handel èn de productie van buskruit. Na de Val van Antwerpen (1586) had Jacques Le Roy, buskruitleverancier in Antwerpen, schade opgelopen aan zijn onderneming. Jacques Le Roy was de belangrijkste leverancier geweest voor de Spaanse troepen. Curtius ging onmiddellijk aan de slag. Hij beriep zich op de Luikse neutraliteit in de Tachtigjarige Oorlog. Meer nog, door de afsluiting van de Schelde, kwamen de Spaanse troepen in nood voor leveringen. Dit was niet het geval voor Curtius in Luik die handel dreef met Duitse en Italiaanse handelaars. Tot dan toe werd buskruit gemaakt van houtskool, salpeter en zwavel. Curtius gebruikte steenkool uit de Luikse grond en liet salpeter produceren uit sulfuriet-houdende ertsen uit de heuvels rond Luik. Hij nam Duitse salpeter-arbeiders aan en liet grote stookketels bouwen. Salpeter maakte toen 75% uit van de prijs van buskruit en Curtius kon een lagere prijs aanbieden aan de Spaanse troepen. Curtius werd officieel leverancier van de Spaanse troepen, met goedkeuring van de prins-bisschop Ernst van Beieren. Curtius bepaalde voortaan zelf de prijs van buskruit.

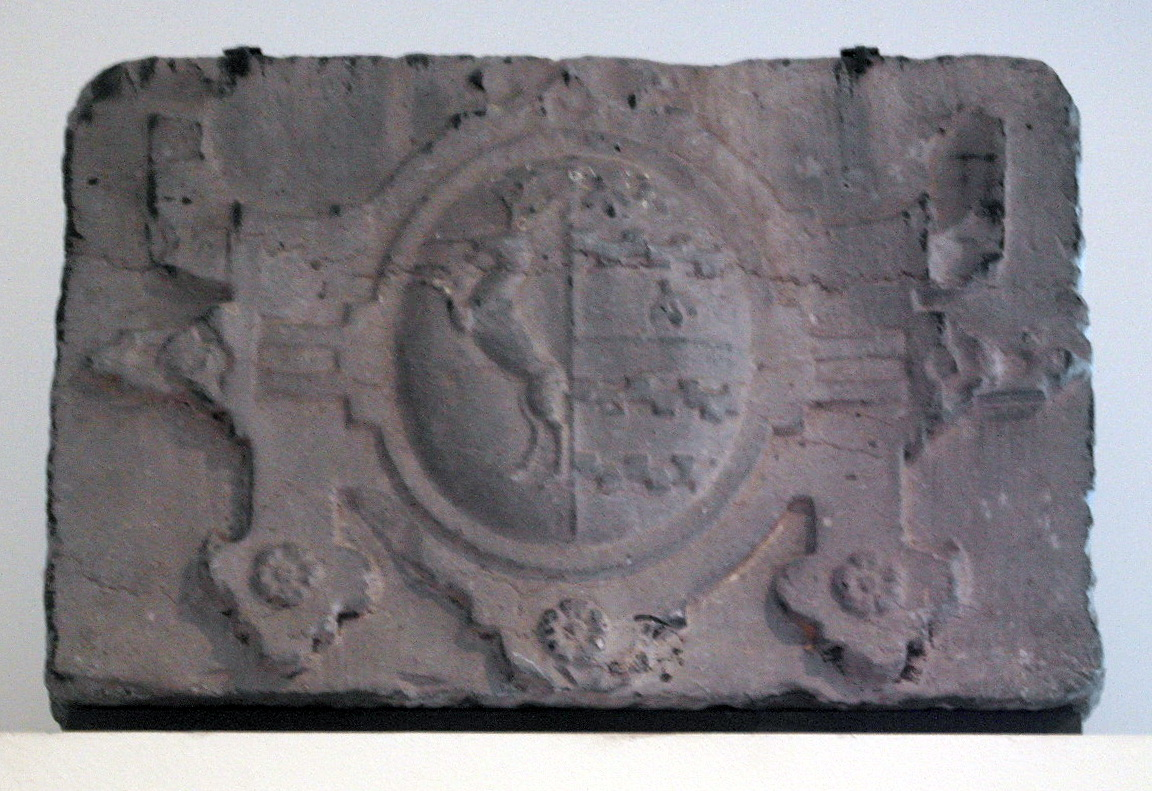
Wapenschild van Jan Curtius in voormalig Kapucijnenklooster van Hocheporte

### Fase twee: fortuin
Langzaam werd Curtius de rijkste inwoner van Luik. Hij verhandelde niet alleen buskruit, maar ook kanonnen, musketten en ander wapentuig. Hij bouwde kleine fabrieken voor metallurgie waar kanonnen gegoten werden. Hij investeerde nog meer in molens voor buskruit, de zogenaamde moulin Curtius, in Luik zelf en in het prinsbisdom Luik, tot in Malmedy. Hij richtte een militie op om zijn installaties te bewaken, want een Frans-Hollandse raid op zijn molen in Malmedy was een ernstige verliespost voor hem. Hij kocht gronden, zowel kastelen, landbouwgronden als fabrieksterreinen voor metallurgie en steenkoolontginning. Van de stad Luik verkreeg Curtius middelen om de kaden van de Maas te verstevigen en te verbreden. Zijn boten met salpeter voeren op de Maas tot in Lotharingen. Hij leverde aan de prins-bisschop van Trier en de gouverneur van het vrijgraafschap Bourgondië, alsook aan andere grote klanten verbonden met Spanje. In zijn handelsrelaties had hij steeds de belangen van Spanje voor ogen: hij werkte ten dienste van koning Filips II en nadien Filips III van Spanje. In Luik bouwde hij een stadspaleis, genaamd het palais Curtius; er werkten twintig huisbedienden. Hij gaf banketten in de stad. Het duurste huisraad diende om zijn paleis in te richten. Hij betaalde volledig de bouw van de kerk der kapucijnen in Luik. In 1601, op 50-jarige leeftijd, was zijn fortuin gemaakt.

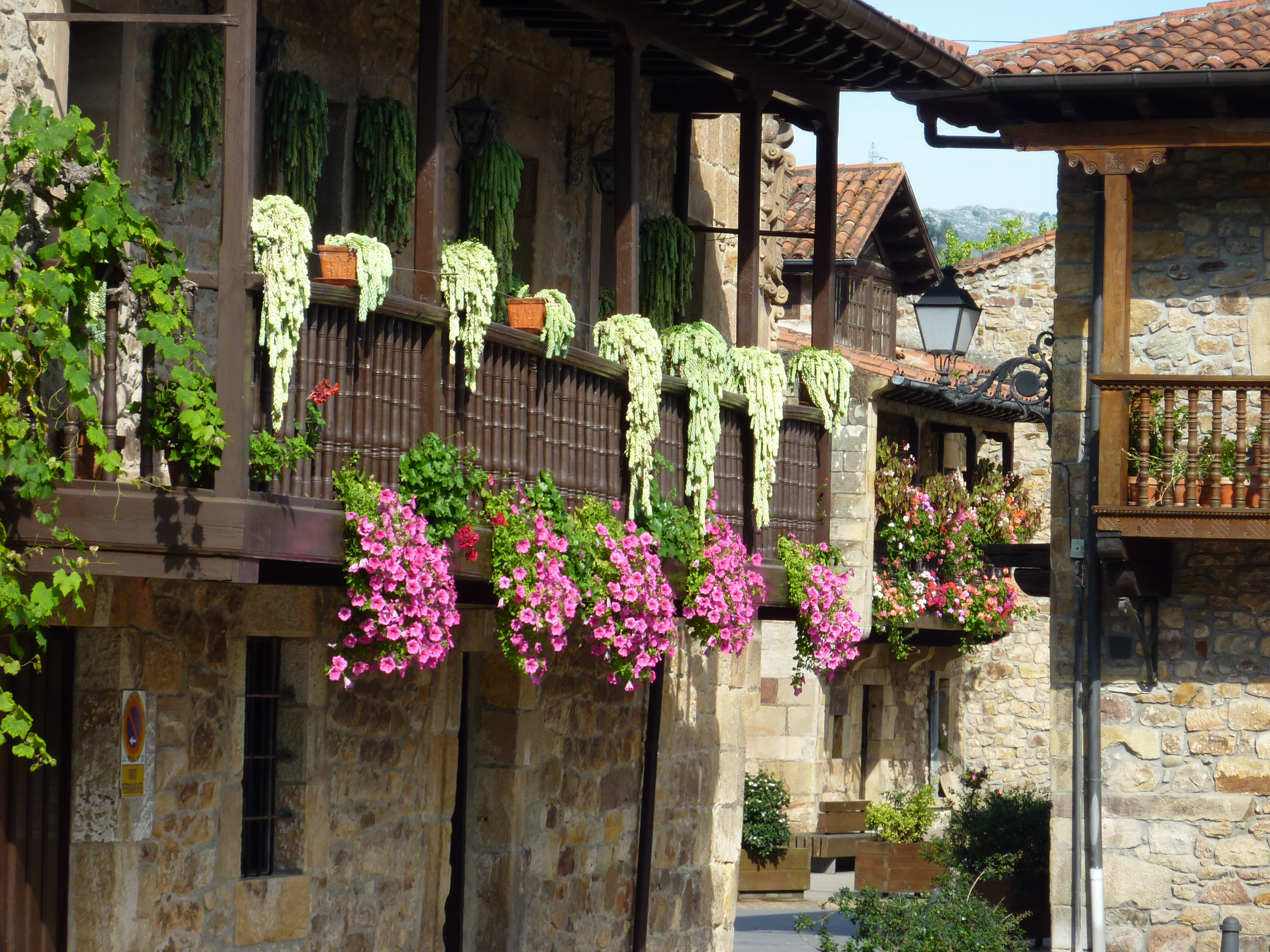
Lierganes in Noord-Spanje

### Fase drie: vrede
Curtius maakte een inschattingsfout. Hij zag het niet aankomen dat de Spaanse Kroon niet meer wenste betalen voor verdere oorlogsvoering in de Spaanse Nederlanden. In 1609 werd inderdaad een bestand overeengekomen tussen Spanje en de Republiek: het Twaalfjarig Bestand. Curtius geraakte de tonnen salpeter niet meer kwijt. De rekeningen met aanmaningen voor betaling liepen binnen in zijn onderneming. Met de Spaanse inspecteur-generaal Urtino de Ugarte trof hij een regeling. Ugarte betaalde aan Curtius en in ruil stampte Curtius in Noord-Spanje metallurgische fabrieken uit de grond. Curtius verhuisde naar Cantabrië in 1616. Hij liet Luikse arbeiders overkomen voor de nieuwe installaties. Er liep een nieuwe fase van ondernemen in zijn leven, waarin hij volledig opging. Historici zijn het er niet over eens of Curtius in armoede leefde. Mogelijks had zijn dochter geldproblemen, omwille van het feit dat zij juwelen verpandde. Zijn zoon Pierre, schepen in Luik, beheerde verder het vastgoed in Luik. Zijn domeinen (met kastelen) buiten Luik had hij overgedragen aan deze Pierre en aan Jacques, een andere zoon.
De onvermoeibare Curtius stierf plots in 1628 tijdens een maaltijd met zijn zoon Jérôme, een Luikse kapucijn. Dit gebeurde in Liérganes in Cantabrië. Hij was 77 jaar geworden. Postuum kreeg hij van Ferdinand II, Rooms-Duitse keizer, de verheffing in de adelstand omwille van diensten aan het Rijk en aan Spanje.

## Citaat
Riche comme un Curtius de Liège: zo rijk als een Curtius uit Luik (Cesar van Hoensbroeck 1790)